# MagicJack

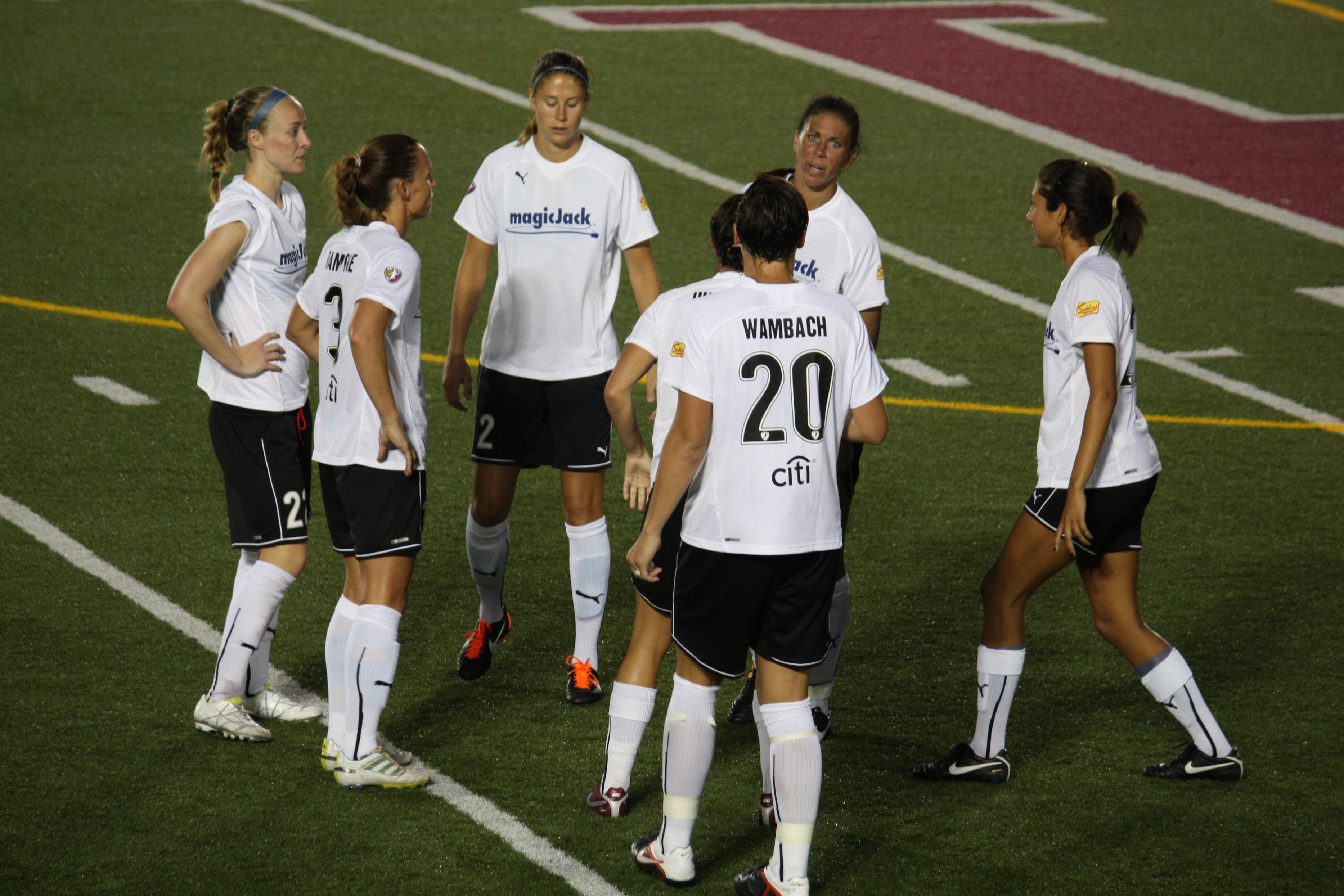
MagicJack in actie

MagicJack was een professioneel Amerikaans vrouwenvoetbalteam uit Boca Raton (Florida). Het team speelde in de Women's Professional Soccer. MagicJack werd oorspronkelijk opgericht in 2001 als Washington Freedom van de ter ziele gegane Women's United Soccer Association. In 2011 werd het team verplaatst naar Boca Raton, Florida en werd het magicJack. 

## Speelsters
- - Hope Solo (doelvrouw)
- - Marian Dalmy
- - Christie Rampone
- - Lindsay Tarpley
- - Omolyn Davis
- - Shannon Boxx
- - Sophie Schmidt
- - Megan Rapinoe
- - Tina Ellertson
- - Lisa De Vanna
- - Karina LeBlanc
- - Sarah Huffman
- - Lydia Vandenbergh
- - Brett Maron
- - Abby Wambach
- - Jillian Loyden
- - Becky Sauerbrunn
- - Christen Press
- - Nikki Washington
- - Ella Masar
- onbekend - Amanda DaCosta
- - Nikki Marshall
- onbekend - Claire Zimmeck